# Sumas Peak
Sumas Peak är en bergstopp i Kanada.   Den ligger i provinsen British Columbia, i den södra delen av landet, 3 500 km väster om huvudstaden Ottawa. Toppen på Sumas Peak är 910 meter över havet.
Terrängen runt Sumas Peak är kuperad västerut, men österut är den bergig.Runt Sumas Peak är det ganska tätbefolkat, med 239 invånare per kvadratkilometer.. Närmaste större samhälle är Abbotsford, 10,7 km sydväst om Sumas Peak.
Trakten runt Sumas Peak består till största delen av jordbruksmark.